# Michael's Cabin
La Michael's Cabin est une cabane américaine située dans le comté de Clallam, dans l'État de Washington. Construite vers 1937, elle est située à proximité de l'Elwha, au sein du parc national Olympique. Elle est inscrite au Registre national des lieux historiques depuis le 13 juillet 2007.